# ナガバノウナギツカミ
ナガバノウナギツカミ（長葉の鰻攫、学名：Persicaria hastatosagittata）は、タデ科イヌタデ属の一年草。別名、コゴメウナギツカミ、ナガバノウナギヅル。

## 特徴
茎の下部は地を這い、上部は直立し、まばらに分枝して高さ30-80cmになる。茎にまばらに下向きの刺毛があるが、近縁種のウナギツカミ P. sagittate var. sibiricaと比べると刺毛は少なく、また短い。葉は互生し、短い葉柄があり、葉身は長楕円状披針形から披針形で、先端は鋭突形、縁は全縁、基部はほこ形または矢じり形に張り出し、長さ5-12cm、幅1-3.5cmになる。葉の表面は無毛かまばらに星状毛が生え、裏面葉脈上にまばらに刺毛が生え、刺毛は葉柄にも生える。托葉鞘は筒型で長く、長さ1.5-3.2cmになり、膜質で、先端は切形で短い縁毛があり、暗赤色をおびる。
花期は7-10月。花序は茎先と葉腋につき、散房状に多数の花をつけ、花序柄は2岐する。花柄は苞より長い。花序柄と花柄には黒ずんだ腺毛が密に生える。花冠裂片に見えるのは萼裂片で、萼は5深裂し、裂片は広楕円形で長さ3-4mm、先は円く、ピンク色で、基部は淡色で上部は濃色になる。雄蕊は7個あり、萼片と同長。子房は卵形体で3個の花柱がある。果実は3稜がある痩果で、褐色で光沢があり、宿存する萼片に包まれ、長さ3-4mmの卵形から長卵球形になる。

## 分布と生育環境
日本では、北海道、本州、四国、九州に分布し、低地の氾濫原水湿地に生育する。アシ原の辺縁に生育することが多い。世界では、朝鮮半島中北部、台湾、中国大陸（中南部、東北部）、ウスリー南部に分布する。

## 名前の由来
和名ナガバノウナギツカミは、「長葉の鰻攫」の意。「鰻攫」の意味は、茎に生える刺を利用すればヌルヌルするウナギも簡単につかめるだろうという意味で、本種のほか、ウナギツカミ、ホソバノウナギツカミ P. praetermissa、ナツノウナギツカミ P. dichotoma について同様である。
種小名（種形容語）hastatosagittata は、「葉脚がほこ形をおびたやじり形の」の意味。

## 分類
イヌタデ属のウナギツカミ節 Sect. Echinocaulon に属する種は、茎に下向きの刺毛が生える（一部の種では刺毛が目立たないことがある。）。同節のうち、托葉鞘が葉状になるイシミカワ P. perfoliata、ママコノシリヌグイ P. senticosa などのグループとは異なり、托葉鞘が円筒形で膜質になるウナギツカミ、ホソバノウナギツカミ、ナツノウナギツカミ、ヤノネグサ P. muricata、ナガバノヤノネグサ P. breviochreata のグループに属する。

## 保全状況評価
準絶滅危惧（NT）（環境省レッドリスト）
（2019年、環境省）

多く産する地域もあるが、分布は点在的である。後背湿地や河川敷の開発や整備が生育を脅かすリスクとなっているという。

## ギャラリー

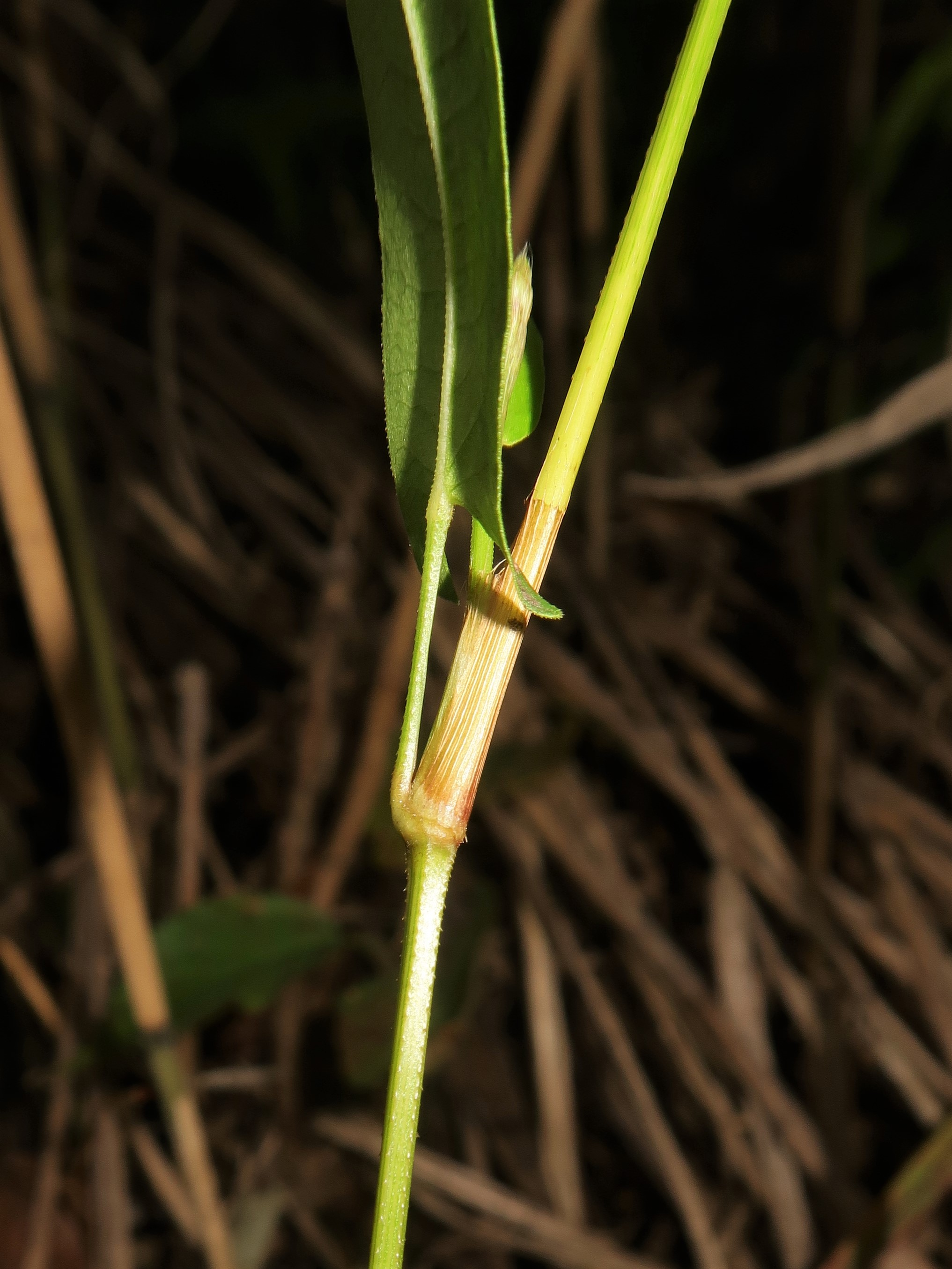
茎にまばらに下向きの短い刺毛がある。托葉鞘は長い筒型、膜質で、暗赤色をおび、先端は切形で短い縁毛がある。
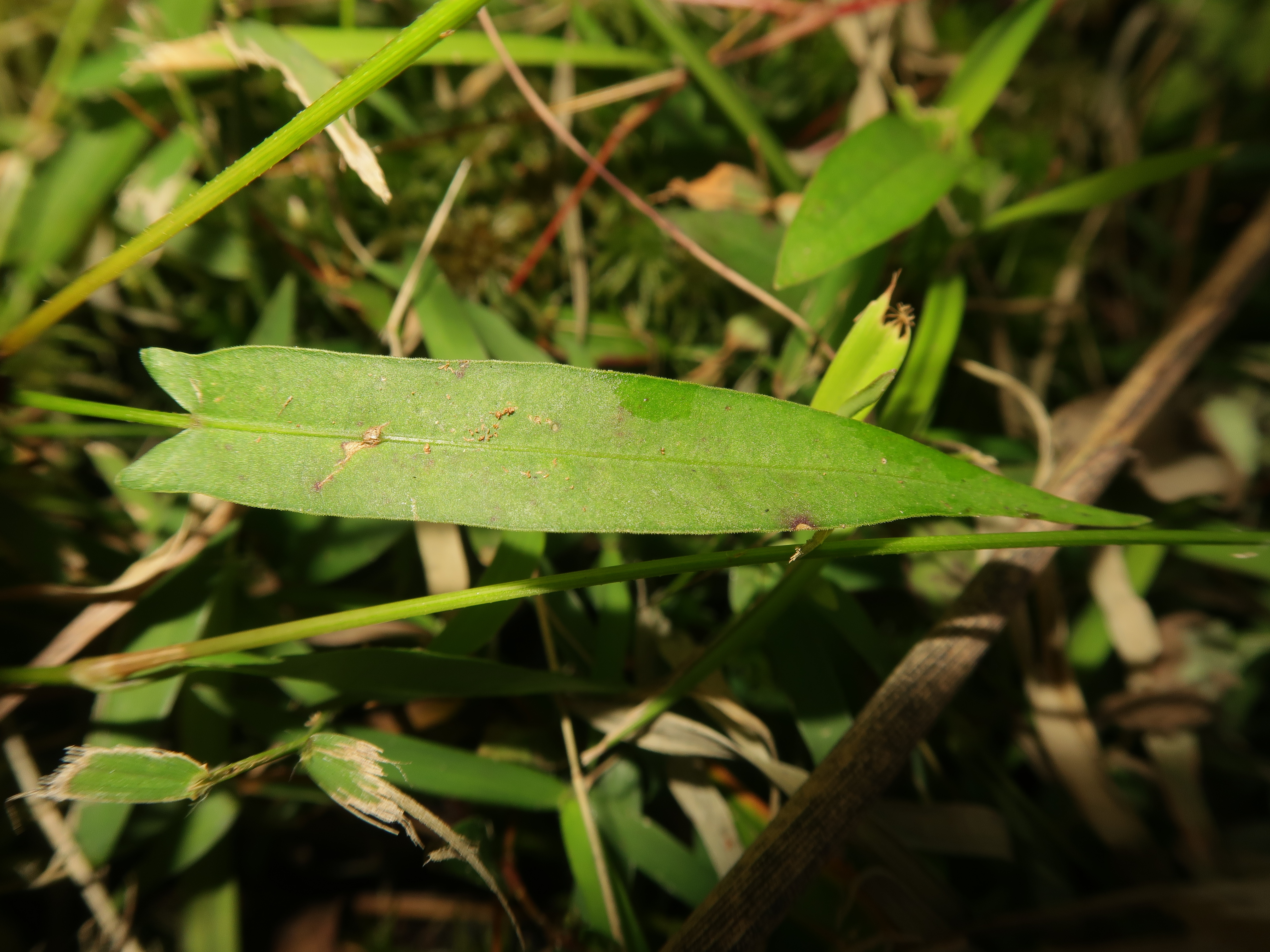
葉の表面。短い葉柄があり、基部はほこ形または矢じり形に張り出す。
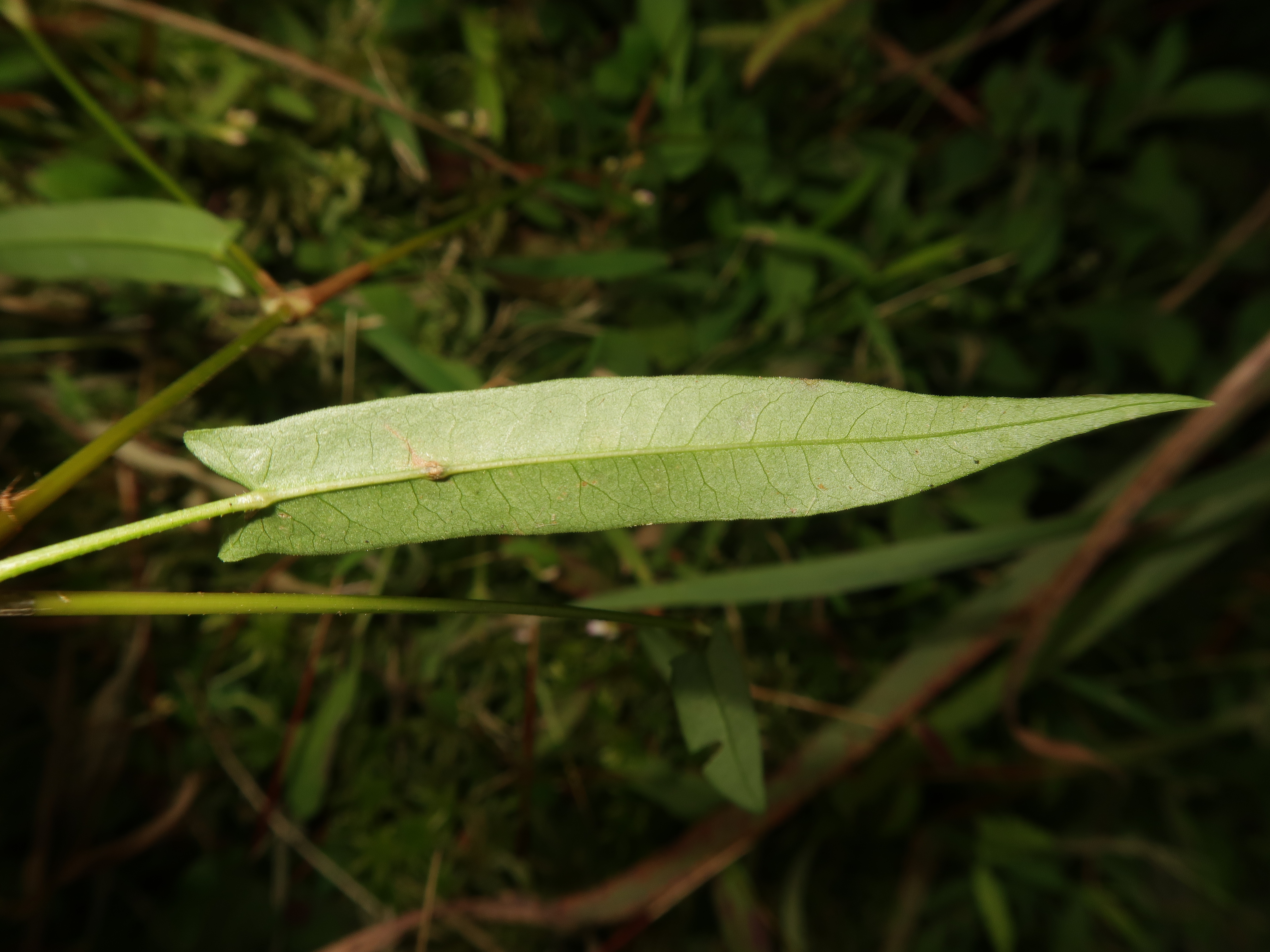
葉の裏面。葉脈と葉柄に刺毛が生える。
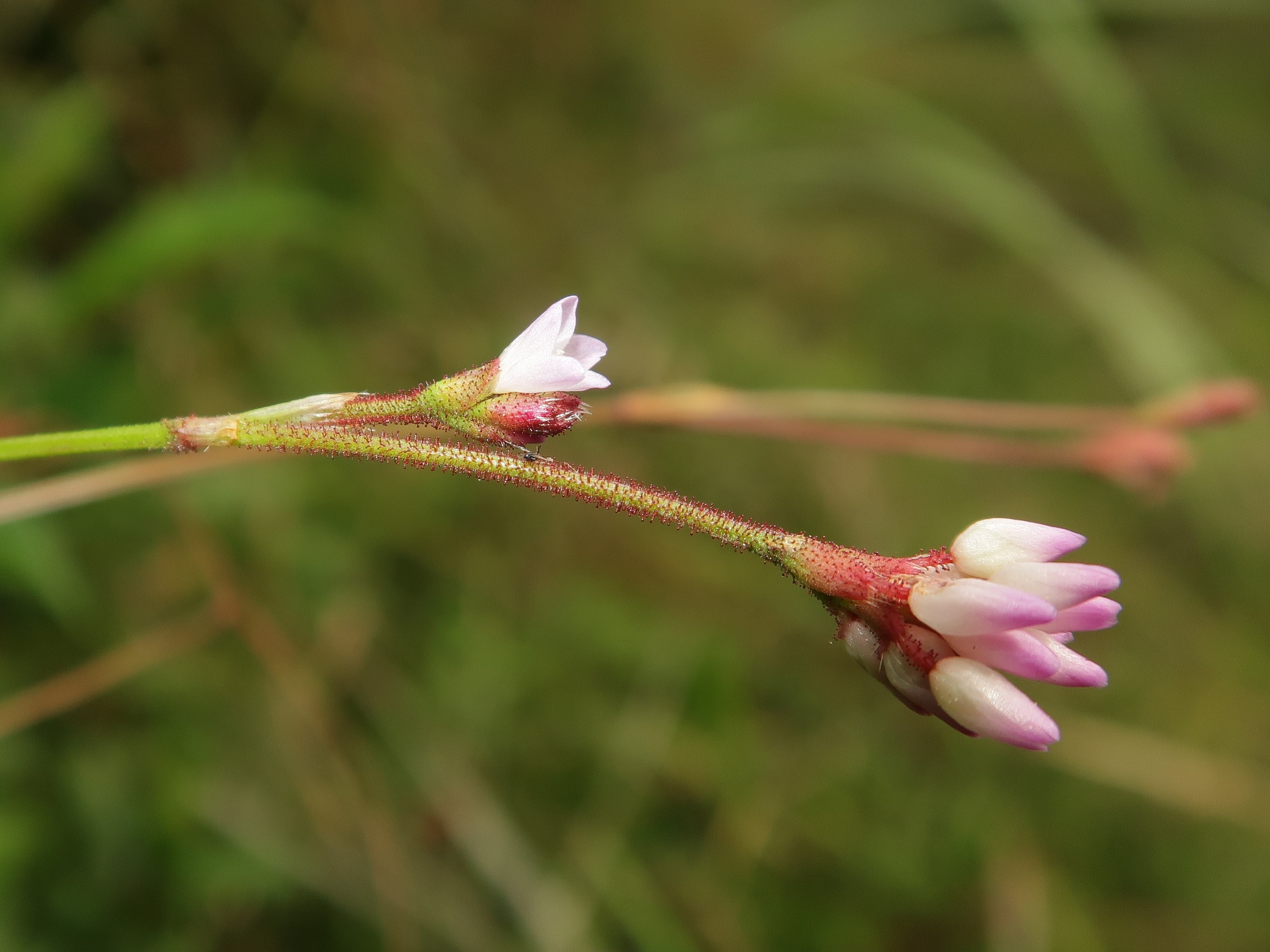
花序柄と花柄に黒ずんだ腺毛が密生する。